# Саримсаков Ташмухамед Алійович
Ташмухамед Алійович Саримсаков (10 вересня 1915, селище Шахрихан, тепер місто Андижанської області, Узбекистан — 18 грудня 1995, місто Ташкент, тепер Узбекистан) — радянський узбецький державний діяч, вчений-математик, президент Академії наук Узбецької РСР, міністр вищої та середньої спеціальної освіти Узбецької РСР. Депутат Верховної Ради СРСР 3-го скликання. Кандидат фізико-математичних наук (1938), доктор фізико-математичних наук (1942), професор (1942), академік Академії наук Узбецької РСР (з 1943). Герой Соціалістичної Праці (3.04.1990).

## Життєпис
У 1936 році закінчив фізико-математичний факультет Середньоазіатського державного університету в Ташкенті.
З 1936 року працював асистентом, доцентом, завідувачем кафедри Середньоазіатського державного університету.
У березні 1943 — червні 1944 року — ректор Середньоазіатського державного університету.
У 1943—1947 роках — віцепрезидент Академії наук Узбецької РСР.
Член ВКП(б) з 1944 року.
У 1947—1952 роках — президент Академії наук Узбецької РСР.
Одночасно очолював Узбекистанське товариство із розповсюдження політичних і наукових знань.
У серпні 1952 — травні 1958 року — ректор Середньоазіатського державного університету імені Леніна.
29 серпня 1959—1971 року — голова Державного комітету вищої та середньої спеціальної освіти Узбецької РСР, міністр вищої та середньої спеціальної освіти Узбецької РСР.
У травні 1971 — серпні 1983 року — ректор Ташкентського державного університету імені Леніна (колишній Середньоазіатський державний університет).
З 1983 року працював в Академії наук Узбецької РСР. Останні роки життя був радником президента Академії наук Республіки Узбекистан.
Указом Президента СРСР від 3 квітня 1990 року за великі заслуги у розвитку математичної науки, плідну педагогічну та громадську діяльність Саримсакову Ташмухамеду Алійовичу присвоєно звання Героя Соціалістичної Праці з врученням ордена Леніна та золотої медалі «Серп і Молот».
Помер 18 грудня 1995 року в Ташкенті.

## Наукова діяльність
Автор понад 170 наукових праць, у тому числі 8 монографій. Основні напрями досліджень — теорія ймовірностей та математична статистика, функціональний аналіз. Роботи з теорії ймовірностей належать до теорії марковських процесів та її додатків до математичного аналізу та метрології. Доказав (1953) ергодичні теореми для неоднорідних ланцюгів. Підготував 10 докторів та 50 кандидатів наук.
Основні праці:
- До формування погоди Середньої Азії, «Доповіді АН СРСР. Нова серія», 1947, т. 58,  № 9 (разом з В. Бугаєвим і В. Джорджіо);
- Про послідовність поліномів з регулярним розподілом нулів // «Праці Інституту математики та механіки [АН Узбецької РСР]», вип. 1. Ташкент, 1946;
- Основи теорії процесів Маркова. Москва, 1954;
- До теорії неоднорідних ланцюгів Маркова. «Доповіді АН Узбецької РСР», 1956, № 8.

## Нагороди
- Герой Соціалістичної Праці (3.04.1990)
- чотири ордени Леніна (23.01.1946, 16.01.1950, 15.09.1961, 3.04.1990)
- орден Жовтневої Революції (3.10.1975)
- три ордени Трудового Червоного Прапора (4.11.1944, 11.01.1957, 9.09.1971)
- орден «Знак Пошани» (1.03.1965)
- орден «Буюк хізматларі учун» (За видатні заслуги) (Узбекистан) (23.08.2002, посмертно)
- медаль «За трудову доблесть» (6.11.1951)
- медалі
- Сталінська премія ІІІ ст. (1948) — за розробку та впровадження у практику нових методів складання короткострокових та довгострокових прогнозів погоди
- Лауреат Державної премії Узбецької РСР імені Біруні (1967)
- Заслужений діяч науки та техніки Узбецької РСР (1960)